# ギガス写本

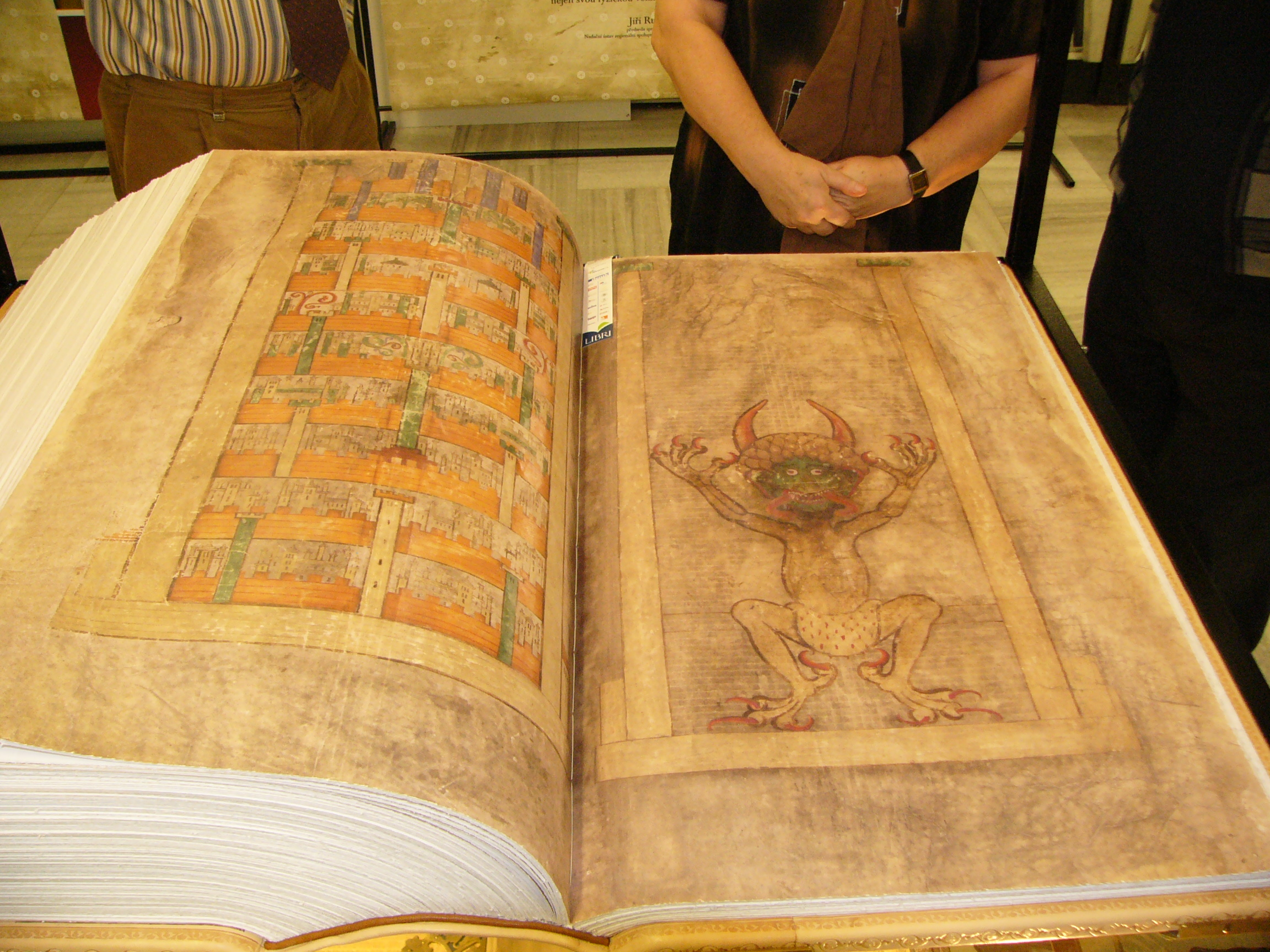
ギガス写本は中世期最大の写本である。

ギガス写本（ギガスしゃほん、Codex Gigas）は、中世期の現存する最大の写本である。中には悪魔の大きなイラストがあり、その製作にまつわる伝説から悪魔の聖書 (Devil's Bible) とも呼ばれている。13世紀初め、ボヘミア（現在のチェコ）のベネディクト会の修道院で作られたと見られている。ヴルガータ版聖書を含み、他にも様々な歴史的文書が含まれていて、全てラテン語で書かれている。三十年戦争中の1648年、スウェーデンが戦利品として持ち帰り、今はストックホルムのスウェーデン国立図書館が収蔵しているが、通常は公開されていない。

## 概要

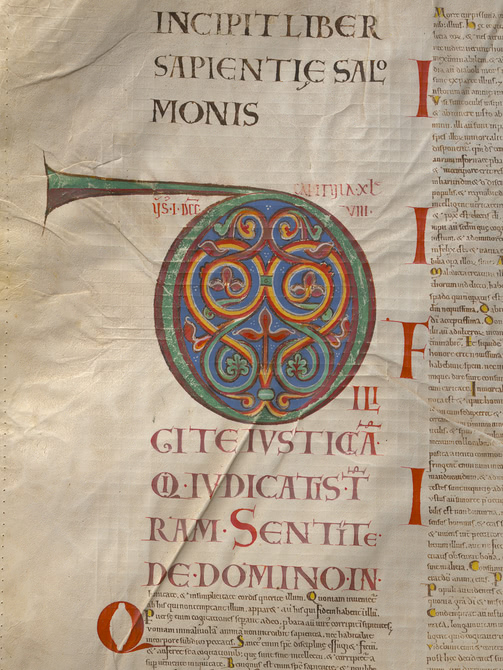
全体が豪華に装飾されている。

この写本は皮革と金属製装飾で覆われた木製のフォルダで束ねられている。高さ92cm、幅50cm、厚さ22cm、重さ74.8kg、ページ数624ページで、中世の既知の写本としては最大である（そのため "gigas" すなわち「巨大」と呼ばれている）。元々は320枚の紙が束ねられていたが、一部は後に除去されている。誰がどんな目的で除去したのかは不明だが、それらのページにはベネディクト会の禁欲的規則が書かれていたと見られている。現在は適度な品質の羊皮紙310枚が束ねられており、子牛の皮を使ったものと見られている。
使徒行伝 12:25についてαπο Ιερουσαλημ (from Jerusalem) と解している。ベザ写本を始めとする大多数の写本ではεις Ιερουσαλημ (to Jerusalem) と解している。二つの前置詞"απο"および"εις"はそれぞれ「～から離れる」と「～の中へ、～へ向かって」との解釈がなされている。現代の聖書では日本語訳だと「エルサレムから」（口語訳聖書、新改訳聖書）、「エルサレムのための（任務を果たし）」（新共同訳聖書）である。現代英語訳聖書の大半は"from Jerusalem"だがNew International Versionは"from {Some manuscripts <to>} Jerusalem"とあり、写本による解釈の違いを本文に明記している。

## 歴史
この写本は、フルティム近郊のポドラジツェのベネディクト会修道院で、修道僧ヘルマンが作ったと信じられてきた。その修道院は15世紀に破壊された。写本に記録されている最後の年号は1229年である。その後シトー会の修道院に渡ったが、ブジェヴノフのベネディクト会修道院が買い戻した。1477年から1593年までブロウモフの修道院の図書館に保管されていたが、1594年にプラハに持ち去られ、ルドルフ2世のコレクションの一部となった。
三十年戦争末期の1648年、そのコレクション全体をスウェーデン軍が戦利品として確保。1649年から2007年までこの写本はストックホルムのスウェーデン王立図書館に保管されていた。ボドラジツェの隣町のフラストの博物館にある模型で、この写本が作られた場所に印がつけてある。
359年後の2007年9月24日から2008年1月まで、ギガス写本は貸与という形でスウェーデンからプラハに一時的に戻され、チェコ国立図書館で展示された。

## 内容
この写本のほぼ半分はラテン語のヴルガータ版の聖書だが、使徒行伝とヨハネの黙示録だけは古ラテン語聖書版に基づいている。創世記からルツ記、イザヤ書からダニエル書、ホセア書からマラキ書、ヨブ記、サムエル記、列王記、詩篇から雅歌、ソロモンの知恵書、イエス・キリストの叡智、エズラ記、トビト記、ユディト記、エステル記、マカバイ記という順序で並んでいる。旧約聖書と新約聖書の間には、フラウィウス・ヨセフスの『ユダヤ古代誌』と『ユダヤ戦記』、イシドールスの『語源』、ヒポクラテス、テオフィロス、フィラレトス、コンスタンティヌスらの医学書がある。空白のページに続いて、新約聖書としてはマタイ伝から使徒行伝、ヤコブの手紙からヨハネの黙示録、ローマの信徒への手紙からヘブライ人への手紙という順序で並んでいる。悪魔の絵に続いて、プラハのコスマスの『ボヘミア年代記』、ポドラジツェの修道僧一覧、命日入りのカレンダー、魔法の作法、地元の記録などがある。最初のページにヘブライ語とギリシア語とスラブ語のアルファベットが記されている以外、全体がラテン語で書かれている。

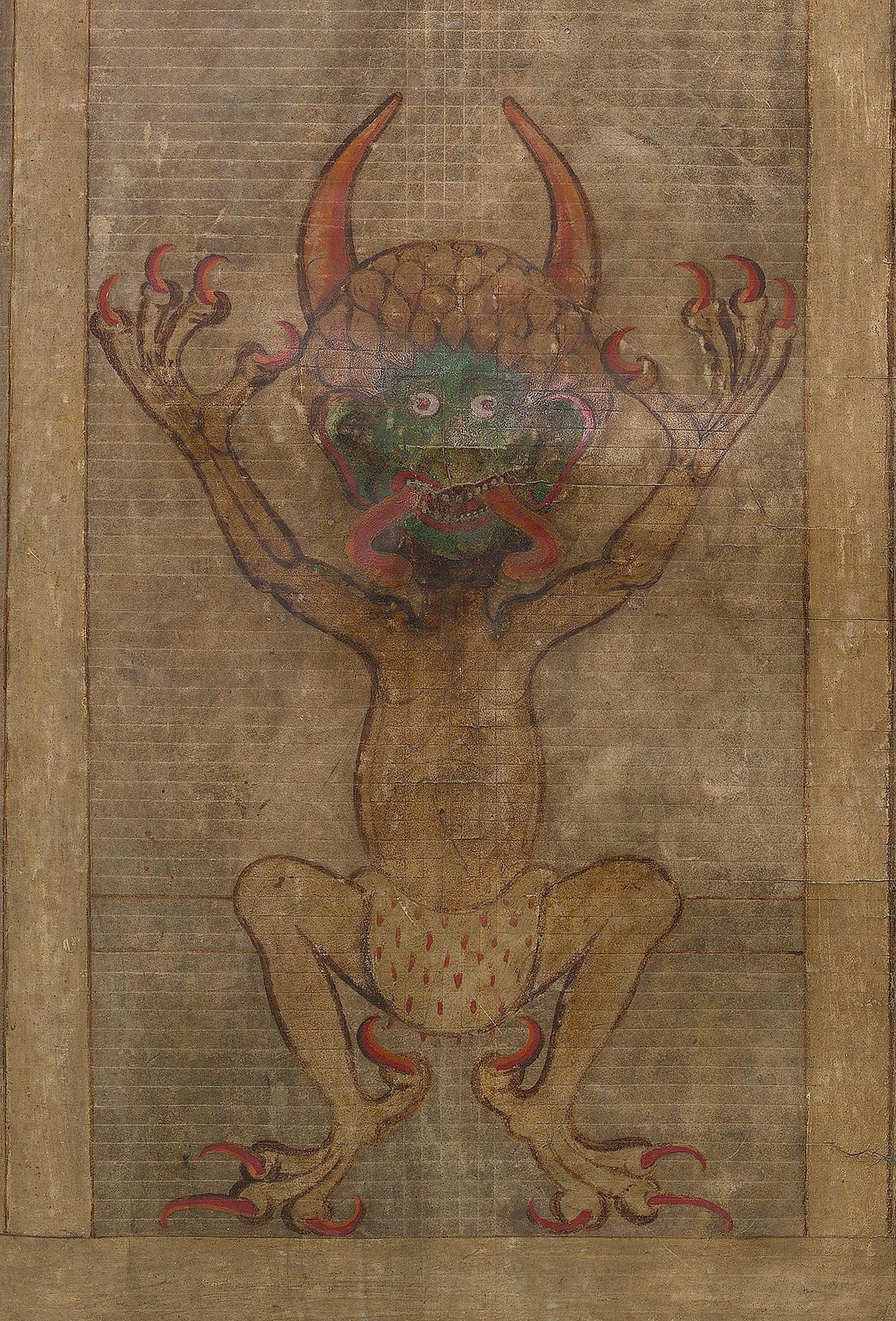
中に掲載されている悪魔の絵。悪魔に魂を売った修道僧がこの写本を作ったという伝説がある。

この写本は装飾写本であり、赤、青、黄色、緑、金色などを使っている。特に先頭の大文字が豪華に装飾されており、ページの全高に渡って描かれていることも多い。その見た目は全体を通して統一的で、作者の経年変化や病気や気分の変化を感じさせない。このため、全体が非常に短期間に書かれたと信じられてきた（伝説の節を参照）。しかし科学的研究により、完成までに20年以上を要したと考えられるようになってきた。
577ページには、約50cmの高さの独特な悪魔の絵が描かれており、絵以外の部分は空白となっている。その前の数ページはやや黒ずんだ羊皮紙に非常に薄暗い文字で書かれていて、写本内の他のページとは異なる印象である。そのあたりだけ色が異なるのは、数世紀に渡って陳列されてきたため、羊皮紙が日焼けしたためと見られている。

## 伝説
中世期に既に語られていたある伝説によると、この写本を書いたのは修道僧としての誓いを破り監禁された修道僧だという。この厳しい刑罰を耐えるため、彼は修道院を永遠に称え全ての人類の知識を集めるべく、一晩で本を写本することを誓った。しかし真夜中ごろになって誓いを守れそうにないことが明らかとなり、彼は神ではなく堕天使ルシファーに語りかけ、自身の魂と引き換えに本を完成させてほしいと願った。悪魔は写本を完成させ、その修道僧は感謝の意を表すために悪魔の絵を追加した。写本作業を再現してみたところ、完成までに20年以上かかると見積もられた。